# 504 Cora
504 Cora este un asteroid din centura principală, descoperit pe 30 iunie 1902, de Solon Bailey.